# Jan Karczewski (pisarz)
Jan Karol Leon Karczewski herbu Samson (ur. 25 sierpnia 1900 w Warszawie, zm. 30 marca 1947 w Edynburgu) – polski pisarz, satyryk i publicysta, jedna z bardziej zagadkowych postaci polskiej literatury dwudziestolecia międzywojennego. Przez wiele lat podejrzewano, że Jan Karczewski to jedynie pseudonim innego pisarza.

## Życie i twórczość
Jan Karol Leon Karczewski urodził się 25 sierpnia 1900 roku w Warszawie. Studiował prawo na Uniwersytecie Warszawskim.
Został mianowany porucznikiem ze starszeństwem z 1 stycznia 1921 roku w korpusie oficerów piechoty. W 1928 roku pełnił służbę w Biurze Personalnym Ministerstwa Spraw Wojskowych w Warszawie. Z dniem 21 października 1929 roku został zwolniony z zajmowanego stanowiska w 20 pułku piechoty w Krakowie i przydzielony do dyspozycji Prezesa Rady Ministrów na okres sześciu miesięcy. Następnie przedłożono mu przydział do 11 lutego 1931 roku. Z dniem 12 lutego 1931 roku został przeniesiony w stan nieczynny na okres sześciu miesięcy. 1 marca 1931 roku został zatrudniony w Departamencie Polityczno-Ekonomicznym Ministerstwa Spraw Zagranicznych w charakterze prowizorycznego referenta w VII stopniu służbowym. Z dniem 31 grudnia 1931 roku został przeniesiony do rezerwy z równoczesnym przeniesieniem w rezerwie do 20 pułku piechoty.
1 lipca 1932 roku został mianowany prowizorycznym wicekonsulem II klasy w Tuluzie. W czasie rocznego pobytu w tym mieście nawiązał kontakt z tamtejszą masonerią.
Po powrocie do Polski pracował w firmie zajmującej się eksportem drewna. W 1934 roku założył Agencję Prasową „Tempo”.
W 1934 roku pozostawał w ewidencji Powiatowej Komendy Uzupełnień Warszawa Miasto III. Posiadał przydział do Oficerskiej Kadry Okręgowej Nr V. Był wówczas w grupie oficerów „pozostających stale zagranicą”.
Jesienią 1939 roku znów znalazł się we Francji. Jego dalsze losy w czasie II wojny światowej nie są jednak znane. Po zakończeniu wojny trafił do Londynu, a następnie do Szkocji, gdzie wiosną 1947 zmarł nagle na udar.  Pochowany w Edynburgu na cmentarzu Corstorphine Hill.
Był autorem książek społeczno-obyczajowych (Nie mogę pisać, Oskarżam – wspólnie z Włodzimierzem Popławskim), fantastycznych (Bakcyl, Rok przestępny), a także licznych artykułów publicystycznych.

## Życie prywatne
Żonaty z Hanną Żukotyńską (1899–1984), dzieci: Hanna Karczewska-Brudzyńska (1924–1994, sanitariuszka w Powstaniu Warszawskim, ps. "Zula") i Jan Antoni Karczewski (1931–2017).

## Ordery i odznaczenia
- Krzyż Walecznych
- Medal Pamiątkowy za Wojnę 1918-1921 „Polska Swemu Obrońcy”[7]
- Medal Dziesięciolecia Odzyskanej Niepodległości[7]
- Krzyż Kawalerski Orderu Narodowego Legii Honorowej – 1934[14].